# Sovereign Hill

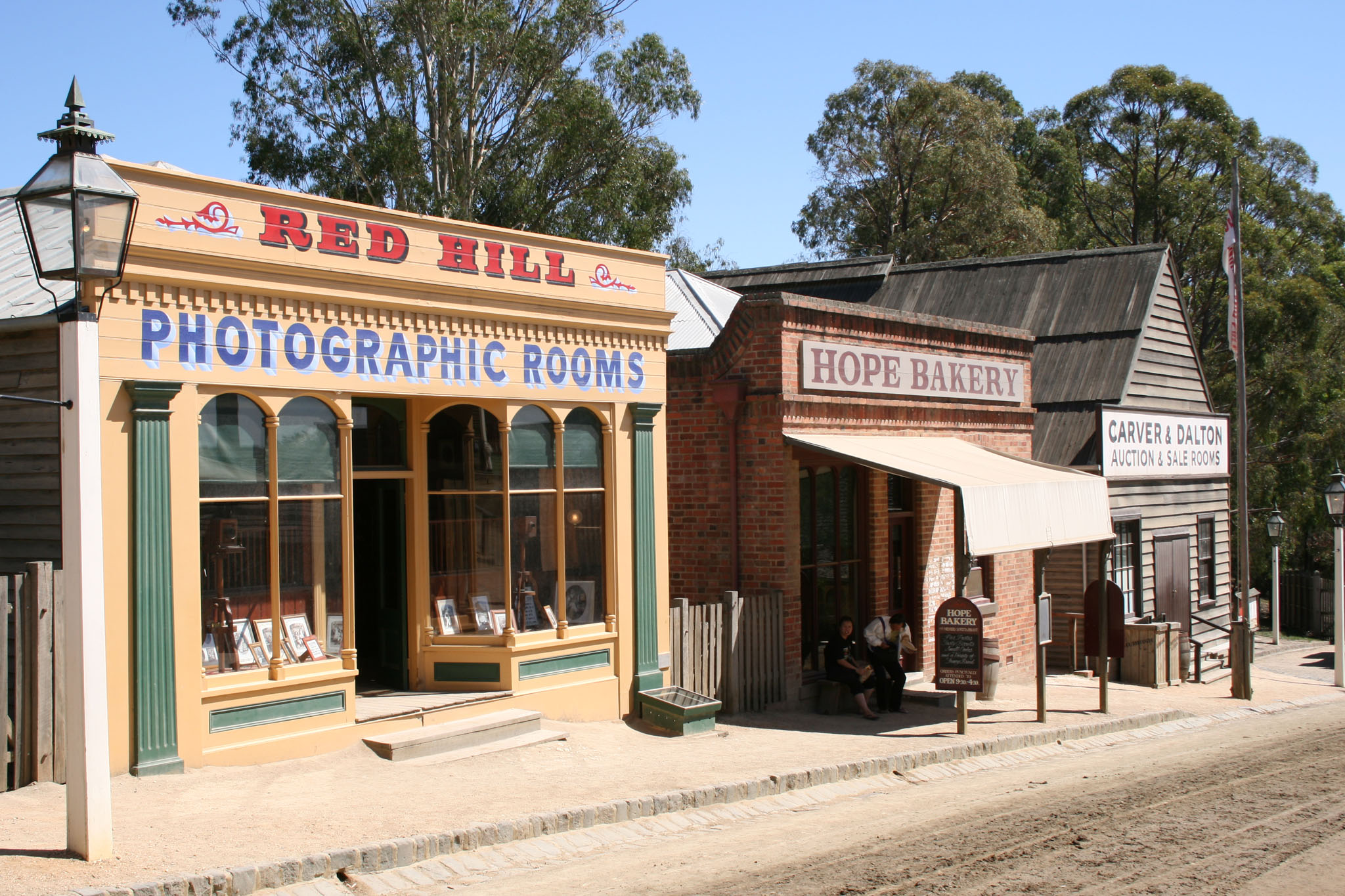
Butiker längs huvudgatan.

Sovereign Hill är ett friluftsmuseum i Ballarat i Victoria i Australien. Sovereign Hill förmedlar lokalområdets historia under den viktorianska guldrushen på 1850-talet. Museet öppnades 29 november 1970 och är en av Victorias mest populära turistattraktioner. 
Museiområdet består av 60 restaurerade byggnader med betjäning/guider i tidstypiska kostymer. Byggnaderna är uppbyggda runt en gata som är löst baserad på den dåvarande huvudgatan i Ballarat som brann ned på 1860-talet.